# Seeversiella sonomotoides
Seeversiella sonomotoides är en skalbaggsart som beskrevs av Vladimir I. Gusarov 2003. Seeversiella sonomotoides ingår i släktet Seeversiella och familjen kortvingar. Inga underarter finns listade i Catalogue of Life.